# Lista de canções gravadas por Sistar
Esta é uma lista de canções do girl group sul-coreano Sistar.

## A
| Canção           | Compositor                                | Álbum                      | Ano  |
| ---------------- | ----------------------------------------- | -------------------------- | ---- |
| "Alone"          | Brave Brothers                            | Alone                      | 2012 |
| "A Girl In Love" | Brave Brothers                            | Gone Not Around Any Longer | 2013 |
| "A Week"         | Duble Sidekick, David Kim, Faces of Glory | Give It to Me              | 2013 |

## B
| Canção         | Compositor                      | Álbum         | Ano  |
| -------------- | ------------------------------- | ------------- | ---- |
| "Bad Boy"      | Rhymer, Gweet Club, Mass Turkey | Give It to Me | 2013 |
| "But I Love U" | Mad Clown, Min Yeon Jae         | Touch & Move  | 2014 |
| "Bad Guy"      | Mad Clown, The Name             | Shake It      | 2015 |

## C
| Canção        | Compositor                       | Álbum         | Ano  |
| ------------- | -------------------------------- | ------------- | ---- |
| "Come Closer" | War of the Stars, Brave Brothers | Alone         | 2012 |
| "Crying"      | Hyolyn, Hyo Sung Jin             | Give It to Me | 2013 |

## D
| Canção                                 | Compositor                               | Álbum      | Ano  |
| -------------------------------------- | ---------------------------------------- | ---------- | ---- |
| "Drop The Beat"                        | Brave Brothers                           | Shady Girl | 2010 |
| "Don't Be Such a Baby (feat. Giriboy)" | Duble Sidekick, David Kim, Giriboy, Bora | Shake It   | 2015 |

## F
| Canção      | Compositor | Álbum   | Ano  |
| ----------- | ---------- | ------- | ---- |
| "Follow Me" | Rovin      | So Cool | 2011 |
| "For You"   | Sistar     | —       | 2017 |

## G
| Canção                       | Compositor           | Álbum                      | Ano  |
| ---------------------------- | -------------------- | -------------------------- | ---- |
| "Girls Do It"                | Rovin                | So Cool                    | 2011 |
| "Girls On Top"               | Jo Seong Hwak, Rovin | Alone                      | 2012 |
| "Gone Not Around Any Longer" | Brave Brothers       | Gone Not Around Any Longer | 2013 |
| "Give It to Me"              | Duble Sidekick       | Give It to Me              | 2013 |
| "Good Time"                  | Lee Ji Eun           | Shake It                   | 2015 |
| "Go Up"                      | Rovin, Bigtone       | Shake It                   | 2015 |

## H
| Canção          | Compositor                                | Álbum         | Ano  |
| --------------- | ----------------------------------------- | ------------- | ---- |
| "Here We Come"  | Brave Brothers                            | Push Push     | 2010 |
| "How Dare You"  | Brave Brothers                            | So Cool       | 2010 |
| "Holiday"       | Duble Sidekick, Ichiro Suezawa            | Loving U      | 2012 |
| "Hot Place"     | ft. Bravesound                            | —             | —    |
| "Hey You"       | Duble Sidekick, David Kim, Ichiro Suezawa | Give It to Me | 2013 |
| "Hold On Tight" | 귓방망이, Rhymer                          | Sweet & Sour  | 2014 |

## I
| Canção                    | Compositor                       | Álbum         | Ano  |
| ------------------------- | -------------------------------- | ------------- | ---- |
| "I Don't Want a Weak Man" | Minfee                           | So Cool       | 2010 |
| "I Choose to Love You"    | Kim Chang-Ki, Jang Won Gyu       | Alone         | 2012 |
| "If U Want"               | Rhymer, Assbrass, Choi Hwa Young | Give It to Me | 2013 |
| "I Swear"                 | Duble Sidekick                   | Sweet & Sour  | 2014 |
| "I Like That"             | Black Eyed Pilseung              | Insane Love   | 2016 |

## L
| Canção                        | Compositor                    | Álbum    | Ano  |
| ----------------------------- | ----------------------------- | -------- | ---- |
| "Let’s Get the Party Started" | Maboos                        | So Cool  | 2011 |
| "Lead Me"                     | Two Sidekicks, Ice Mike       | Alone    | 2012 |
| "Loving U"                    | Two Sidekicks                 | Loving U | 2012 |
| "Lonely"                      | Blacked Eye Pilseung, Jeongun | —        | 2017 |

## M
| Canção          | Compositor     | Álbum         | Ano  |
| --------------- | -------------- | ------------- | ---- |
| "Mighty SISTAR" | Brave Brothers | How Dare You  | 2010 |
| "Ma Boy"        | Brave Brothers | So Cool       | 2011 |
| "Miss Sistar"   | Duble Sidekick | Give It to Me | 2013 |

## N
| Canção                              | Compositor                             | Álbum        | Ano  |
| ----------------------------------- | -------------------------------------- | ------------ | ---- |
| "New World"                         | Rovin                                  | So Cool      | 2011 |
| "No Mercy"                          | Rovin                                  | Alone        | 2012 |
| "Naughty Hands (feat. Verbal Jint)" | Duble Sidekick, David Kim, Verbal Jint | Touch N Move | 2014 |

## O
| Canção         | Compositor      | Álbum        | Ano  |
| -------------- | --------------- | ------------ | ---- |
| "Oh Baby"      | Brave Brothers  | So Cool      | 2010 |
| "Over"         | Brave Brothers  | So Cool      | 2010 |
| "Ok Go!"       | Rovin           | Touch N Move | 2014 |
| "One More Day" | Giorgio Moroder | —            | 2016 |

## P
| Canção      | Compositor     | Álbum   | Ano  |
| ----------- | -------------- | ------- | ---- |
| "Push Push" | Brave Brothers | So Cool | 2010 |

## S
| Canção           | Compositor            | Álbum                      | Ano  |
| ---------------- | --------------------- | -------------------------- | ---- |
| "Shady Girl"     | Brave Brothers        | So Cool                    | 2010 |
| "So Cool"        | Brave Brothers        | So Cool                    | 2011 |
| "Sistar19"       | Brave Brothers        | Gone Not Around Any Longer | 2013 |
| "Summer Time"    | Rovin, Jo Sung Hwak   | Give It to Me              | 2013 |
| "Shake It"       | Duble Sidekick, Hot-D | Shake It                   | 2015 |
| "String"         | Robin, Min Yeonjae    | Insane Love                | 2016 |
| "Say I Love You" | Hyolyn                | Insane Love                | 2016 |

## T
| Canção                     | Compositor          | Álbum         | Ano  |
| -------------------------- | ------------------- | ------------- | ---- |
| "The Way You Make Me Melt" | Duble Sidekick      | Give It to Me | 2013 |
| "Touch My Body"            | Black Eyed Pilseung | Touch N Move  | 2014 |

## U
| Canção              | Compositor                               | Álbum         | Ano  |
| ------------------- | ---------------------------------------- | ------------- | ---- |
| "Up and Down"       | Min Yeon Jae, Tarmo Keranen, Amy Pearson | Give It to Me | 2013 |
| "Under the Blanket" | Duble Sidekick, Long Candy               | Insane Love   | 2016 |

## W
| Canção        | Compositor                | Álbum        | Ano  |
| ------------- | ------------------------- | ------------ | ---- |
| "Wow"         | Rado, Choi Kyu Sung       | Touch & Move | 2014 |
| "Wanna Do It" | Park Suseok, Park Eun-ooh | Insane Love  | 2016 |

## Y
| Canção      | Compositor         | Álbum       | Ano  |
| ----------- | ------------------ | ----------- | ---- |
| "Yeah Yeah" | 9999, Esbee, HWA.B | Insane Love | 2016 |

## Outras canções
| Canção              | Álbum  | Ano  |
| ------------------- | ------ | ---- |
| "We Never Go Alone" | Nenhum | 2010 |
| "Chronos Soul"      | Nenhum | 2010 |
| "Pink Romance"      | Nenhum | 2011 |